# Квалификације за Светско првенство у фудбалу 2026 — УЕФА група Л
Група Л европских квалификација за Светско првенство у фудбалу 2026. се састоји од 5 репрезентација: Хрватска, Чешка, Црна Гора, Фарска Острва и Гибралтар.

## Табела
| Легенда                                           |
| ------------------------------------------------- |
| Репрезентација која се квалификује у првом кругу  |
| Репрезентација која иде у бараж након првог круга |

| Табела групе Л | Табела групе Л | Табела групе Л | Табела групе Л | Табела групе Л | Табела групе Л | Табела групе Л | Табела групе Л | Табела групе Л | Табела групе Л |  |       |          |           |               |           |  | Домаћи | Домаћи | Домаћи | Домаћи | Домаћи | Домаћи | Домаћи | Гости | Гости | Гости | Гости | Гости | Гости | Гости |
|                | Репрезентација | И              | Д              | Н              | И              | ДГ             | ПГ             | ГР             | Бод.           |  | Чешка | Хрватска | Црна Гора | Фарска Острва | Гибралтар |  | И      | Д      | Н      | И      | ДГ     | ПГ     | Бод.   | И     | Д     | Н     | И     | ДГ    | ПГ    | Бод.  |
| 1.             | Чешка          | 4              | 3              | 0              | 1              | 9              | 6              | +3             | 9              |  | -     |          | 2:0       | 2:1           |           |  | 2      | 2      | 0      | 0      | 4      | 1      | 6      | 2     | 1     | 0     | 1     | 5     | 5     | 3     |
| 2.             | Хрватска       | 2              | 2              | 0              | 0              | 12             | 1              | +11            | 6              |  | 5:1   | -        |           |               |           |  | 1      | 1      | 0      | 0      | 5      | 1      | 3      | 1     | 1     | 0     | 0     | 7     | 0     | 3     |
| 3.             | Црна Гора      | 3              | 2              | 0              | 1              | 4              | 3              | +1             | 6              |  |       |          | -         | 1:0           | 3:1       |  | 2      | 2      | 0      | 0      | 4      | 1      | 6      | 1     | 0     | 0     | 1     | 0     | 2     | 0     |
| 4.             | Фарска Острва  | 3              | 1              | 0              | 2              | 3              | 4              | -1             | 3              |  |       |          |           | -             | 2:1       |  | 1      | 1      | 0      | 0      | 2      | 1      | 3      | 2     | 0     | 0     | 2     | 1     | 3     | 0     |
| 5.             | Гибралтар      | 4              | 0              | 0              | 4              | 2              | 16             | -14            | 0              |  | 0:4   | 0:7      |           |               | -         |  | 2      | 0      | 0      | 2      | 0      | 11     | 0      | 2     | 0     | 0     | 2     | 1     | 5     | 0     |

## Резултати
| Црна Гора                            | 3:1    | Гибралтар |
| ------------------------------------ | ------ | --------- |
| Јоветић 22’ · Тући 70’ · Марушић 73’ | Детаљи | Бент 13’  |

| Чешка        | 2:1    | Фарска Острва |
| ------------ | ------ | ------------- |
| Шик 25’, 85’ | Детаљи | Ватнхамар 83’ |

| Гибралтар | 0:4    | Чешка                                          |
| --------- | ------ | ---------------------------------------------- |
|           | Детаљи | Черни 21’ · Шик 50’ · Шулц 72’ · Климент 90+5’ |

| Црна Гора | 1:0    | Фарска Острва |
| --------- | ------ | ------------- |
| Куч 90+6’ | Детаљи |               |

| Чешка                | 2:0    | Црна Гора |
| -------------------- | ------ | --------- |
| Хложек 23’ · Шик 65’ | Детаљи |           |

| Гибралтар | 0:7    | Хрватска                                                                        |
| --------- | ------ | ------------------------------------------------------------------------------- |
|           | Детаљи | Пашалић 28’ · Будимир 30’ · Ивановић 60’, 63’ · Перишић 73’ · Крамарић 77’, 79’ |

| Фарска Острва                     | 2:1    | Гибралтар         |
| --------------------------------- | ------ | ----------------- |
| Фредериксберг 71’ · Јоханесен 86’ | Детаљи | Џејмс Сканлон 23’ |

| Хрватска                                                                 | 5:1    | Чешка      |
| ------------------------------------------------------------------------ | ------ | ---------- |
| Крамарић 42’, 75’ · Модрић 62’ (пен.) · Перишић 68’ · Будимир 72’ (пен.) | Детаљи | Соучек 58’ |

| Фарска Острва | v      | Хрватска |
| ------------- | ------ | -------- |
|               | Детаљи |          |

| Црна Гора | v      | Чешка |
| --------- | ------ | ----- |
|           | Детаљи |       |

| Гибралтар | v      | Фарска Острва |
| --------- | ------ | ------------- |
|           | Детаљи |               |

| Хрватска | v      | Црна Гора |
| -------- | ------ | --------- |
|          | Детаљи |           |

| Чешка | v      | Хрватска |
| ----- | ------ | -------- |
|       | Детаљи |          |

| Фарска Острва | v      | Црна Гора |
| ------------- | ------ | --------- |
|               | Детаљи |           |

| Фарска Острва | v      | Чешка |
| ------------- | ------ | ----- |
|               | Детаљи |       |

| Хрватска | v      | Гибралтар |
| -------- | ------ | --------- |
|          | Детаљи |           |

| Гибралтар | v      | Црна Гора |
| --------- | ------ | --------- |
|           | Детаљи |           |

| Хрватска | v      | Фарска Острва |
| -------- | ------ | ------------- |
|          | Детаљи |               |

| Чешка | v      | Гибралтар |
| ----- | ------ | --------- |
|       | Детаљи |           |

| Црна Гора | v      | Хрватска |
| --------- | ------ | -------- |
|           | Детаљи |          |

## Стрелци
5 голова
|  |  |  |

4 гола
| - Андреј Крамарић | - Патрик Шик |  |

3 гола
|  |  |  |

2 гола
| - Анте Будимир | - Иван Перишић | - Фрањо Ивановић |

1 гол
| - Данијел Бент - Џејмс Сканлон - Арни Фредериксберг - Гунар Ватнхамар - Патрик Јоханесен - Лука Модрић | - Марио Пашалић - Адам Марушић - Едвин Куч - Марко Тући - Стеван Јоветић | - Адам Хложек - Вацлав Черни - Јан Климент - Павел Шулц - Томаш Соучек |

Аутогол
|  |  |  |